# Senovo (Bulgária)
Senovo (búlgaro:Сеново) é uma cidade da Bulgária, localizada no distrito de Ruse. A sua população era de 1,580 habitantes segundo o censo de 2010.

## População
| Senovo | Senovo | Senovo | Senovo | Senovo | Senovo | Senovo | Senovo | Senovo | Senovo | Senovo | Senovo | Senovo | Senovo | Senovo | Senovo | Senovo | Senovo | Senovo | Senovo |
| --- | ------ | ------ | ------ | ------ | ------ | ------ | ------ | ------ | ------ | ------ | ------ | ------ | ------ | ------ | ------ | ------ | ------ | ------ | ------ |
| Ano | 1887   | 1910   | 1934   | 1946   | 1956   | 1965   | 1975   | 1985   | 1992   | 2001   | 2002   | 2003   | 2004   | 2005   | 2006   | 2007   | 2008   | 2009   | 2010   |
| População |        |        |        | …      | …      | …      | …      | 3,359  | 2,136  | 1,854  | 1,820  | 1,801  | 1,785  | 1,756  | 1,718  | 1,699  | 1,644  | 1,610  | 1,580  |
| Fontes: Instituto Nacional de Estatísticas, „citypopulation.de“, „pop-stat.mashke.org“, Bulgarian Academy of Sciences |        |        |        |        |        |        |        |        |        |        |        |        |        |        |        |        |        |        |        |